# 1903 في البرازيل
فيما يلي قوائم الأحداث التي وقعت خلال عام 1903 في البرازيل.

## سياسة

### تعيين في المنصب
- 3 مايو – نيلو بيسانيا عضو مجلس الشيوخ من البرازيل ‏.

### انتهاء فترة المنصب
- 31 ديسمبر – نيلو بيسانيا عضو مجلس الشيوخ من البرازيل ‏.

## رياضة
- 1 يناير – بطولة باوليستا 1903 الفائز São Paulo Athletic Club [الإنجليزية]‏.

## مواليد

### أبريل
- 3 أبريل – نيلو مورتينيو براغا لاعب كرة قدم برازيلي.
- 7 أبريل – ألفريدو ألميدا ريغو لاعب كرة قدم برازيلي.

### أغسطس
- 4 أغسطس – هومبيرتو دي أراوجو بينيفينتو لاعب كرة قدم برازيلي.

### نوفمبر
- 7 نوفمبر – آري باروسو